# Hingu
Hingu is een plaats in de Estlandse gemeente Saue vald, provincie Harjumaa. De plaats heeft de status van dorp (Estisch: küla).
Tot in oktober 2017 hoorde het dorp bij de gemeente Kernu. In die maand werd Kernu bij de gemeente Saue vald gevoegd.

## Bevolking
Het dorp had 30 inwoners op 31 december 2011 en 19 inwoners op 31 december 2021.